# Abborrpotten
Abborrpotten är en våtmark, tidigare sjö i Katrineholms kommun i Södermanland och ingår i Nyköpingsåns huvudavrinningsområde.